# 倉吉市
倉吉市（日语：／ Kurayoshi shi */?）是位於日本鳥取縣中部的城市，也是整個鳥取縣中部地區主要城市。主要市區位於打吹山山麓，天神川及其支流小鴨川匯流處四周，屬於倉吉平原，南部則為伯耆大山東側的丘陵地。

## 人口
| 倉吉市人口分布圖 |                                               |  |
| 倉吉市與日本全國年齡別人口分布比較圖 （2005年資料） | 倉吉市的年齡、男女別人口分布圖 （2005年資料） |  |
| ■紫色是倉吉市 ■綠色是全国 | ■藍色是男性 ■紅色是女性                       |  |
| 倉吉市人口變化 \| 1970年 \| 54,740人 \| \| \| 1975年 \| 55,709人 \| \| \| 1980年 \| 57,252人 \| \| \| 1985年 \| 57,306人 \| \| \| 1990年 \| 56,602人 \| \| \| 1995年 \| 55,669人 \| \| \| 2000年 \| 54,027人 \| \| \| 2005年 \| 52,592人 \| \| \| 2010年 \| 50,720人 \| \| \| 2015年 \| 49,044人 \| \| \| 2020年 \| 46,485人 \| \| |                                               |  |
| 資料來源：日本總務省統計中心提供之人口普查數據 |                                               |  |
| 1970年 | 54,740人                                      |  |
| 1975年 | 55,709人                                      |  |
| 1980年 | 57,252人                                      |  |
| 1985年 | 57,306人                                      |  |
| 1990年 | 56,602人                                      |  |
| 1995年 | 55,669人                                      |  |
| 2000年 | 54,027人                                      |  |
| 2005年 | 52,592人                                      |  |
| 2010年 | 50,720人                                      |  |
| 2015年 | 49,044人                                      |  |
| 2020年 | 46,485人                                      |  |

## 歷史
大部分區域過去在令制國時代屬於伯耆國久米郡，僅東部部分地區屬於河村郡，當時伯耆國的國府、國分寺、國分尼寺皆設於此，從鐮倉時代起，本地先後曾經成為小鴨氏、山名氏、南條氏的根據地，而先後在此周邊設立過岩倉城、打吹城、田內城、高城城、今倉城。
17世紀進入江戶時代後，1614年安房里見氏的當主里見忠義自安房國館山藩被改封至此地，設立倉吉藩；但里見忠義在1622年病故後，由於遭到幕府認定無繼承人而廢藩，此地改被劃入成為鳥取藩的領地，並交由鳥取藩家老倉吉荒尾氏治理。里見忠義過世後，當年有八位家臣與里見忠義一同殉死，被並稱為「八賢士」，合葬於倉吉市大岳院，而後成為日本小說南總里見八犬傳的創作來源。
19世紀末明治維新實施廢藩置縣後改隸屬鳥取縣，1876年的府縣整併後隨著鳥取縣被併入島根縣，直到1881年重新設立鳥取縣才再次隸屬鳥取縣。1889年日本實施町村制，原城下町區域設立為倉吉町，此外現在倉吉市範圍在當時還分屬小鴨村、上小鴨村、南谷村、矢送村、山守村、北谷村、社村、西志村、福米村、東志村、灘手村、上北條村、上灘村、西鄉村、日下村其他15個行政區劃。
1920年代至1950年代之間，位於倉吉町東側的上灘村及西南側的小鴨村先後被併入倉吉町;1953年倉吉町與上井町、北谷村、上小鴨村、上北條村、西鄉村、社村、高城村與灘手村的部分地區合併為倉吉市，之後又陸續將灘手村、關金町併入，組成現在的倉吉市。

### 變遷表
| 1889年10月1日 | 1889年 - 1926年         | 1926年 - 1954年          | 1926年 - 1954年                 | 1926年 - 1954年      | 1955年 - 1989年      | 1989年 - 現在            | 現在   |
| ------------- | ----------------------- | ------------------------ | ------------------------------- | -------------------- | -------------------- | ------------------------ | ------ |
| 倉吉町        | 倉吉町                  | 倉吉町                   | 倉吉町                          | 1953年10月1日 倉吉市 | 1953年10月1日 倉吉市 | 倉吉市                   | 倉吉市 |
| 上灘村        | 上灘村                  | 1929年10月1日 併入倉吉町 | 倉吉町                          | 1953年10月1日 倉吉市 | 1953年10月1日 倉吉市 | 倉吉市                   | 倉吉市 |
| 小鴨村        | 小鴨村                  | 小鴨村                   | 1951年4月1日 併入倉吉町         | 1953年10月1日 倉吉市 | 1953年10月1日 倉吉市 | 倉吉市                   | 倉吉市 |
| 社村          |                         |                          |                                 | 1953年10月1日 倉吉市 | 1953年10月1日 倉吉市 | 倉吉市                   | 倉吉市 |
| 西志村        | 1917年12月1日 高城村    | 1917年12月1日 高城村     | 1917年12月1日 高城村            | 1953年10月1日 倉吉市 | 1953年10月1日 倉吉市 | 倉吉市                   | 倉吉市 |
| 東志村        | 1917年12月1日 高城村    | 1917年12月1日 高城村     | 1917年12月1日 高城村            | 1953年10月1日 倉吉市 | 1953年10月1日 倉吉市 | 倉吉市                   | 倉吉市 |
| 福米村        | 1917年12月1日 高城村    | 1917年12月1日 高城村     | 1917年12月1日 高城村            | 1953年10月1日 倉吉市 | 1953年10月1日 倉吉市 | 倉吉市                   | 倉吉市 |
| 上小鴨村      |                         |                          |                                 | 1953年10月1日 倉吉市 | 1953年10月1日 倉吉市 | 倉吉市                   | 倉吉市 |
| 上北条村      |                         |                          |                                 | 1953年10月1日 倉吉市 | 1953年10月1日 倉吉市 | 倉吉市                   | 倉吉市 |
| 北谷村        |                         |                          |                                 | 1953年10月1日 倉吉市 | 1953年10月1日 倉吉市 | 倉吉市                   | 倉吉市 |
| 日下村        | 日下村                  | 日下村                   | 1944年7月1日 改制並改名為上井町 | 1953年10月1日 倉吉市 | 1953年10月1日 倉吉市 | 倉吉市                   | 倉吉市 |
| 西鄉村        |                         |                          |                                 | 1953年10月1日 倉吉市 | 1953年10月1日 倉吉市 | 倉吉市                   | 倉吉市 |
| 灘手村        |                         |                          |                                 | 1953年10月1日 倉吉市 | 1953年10月1日 倉吉市 | 倉吉市                   | 倉吉市 |
| 灘手村        | 1955年5月1日 併入倉吉市 |                          |                                 |                      |                      | 倉吉市                   | 倉吉市 |
| 山守村        | 山守村                  | 山守村                   | 山守村                          | 1953年4月1日 關金町  | 1953年4月1日 關金町  | 2005年3月22日 併入倉吉市 | 倉吉市 |
| 矢送村        |                         |                          |                                 | 1953年4月1日 關金町  | 1953年4月1日 關金町  | 2005年3月22日 併入倉吉市 | 倉吉市 |
| 南谷村        |                         |                          |                                 | 1953年4月1日 關金町  | 1953年4月1日 關金町  | 2005年3月22日 併入倉吉市 | 倉吉市 |

## 行政

### 歴任市長
| 屆         | 姓名       | 上任日期       | 卸任日期       | 備註         |
| ---------- | ---------- | -------------- | -------------- | ------------ |
| 1          | 早川忠篤   | 1953年10月18日 | 1957年10月17日 | 原倉吉町町長 |
| 2          | 早川忠篤   | 1957年10月18日 | 1961年10月17日 |              |
| 3          | 早川忠篤   | 1961年10月18日 | 1965年10月17日 |              |
| 4          | 早川忠篤   | 1965年10月18日 | 1968年3月12日  |              |
| 5          | 小谷善高   | 1968年4月26日  | 1972年4月25日  | 原西鄉村村長 |
| 6          | 小谷善高   | 1972年4月26日  | 1976年4月25日  |              |
| 7          | 小谷善高   | 1976年4月26日  | 1980年4月25日  |              |
| 8          | 小谷善高   | 1980年4月26日  | 1982年2月19日  | 任內過世     |
| 9          | 牧田實夫   | 1982年4月11日  | 1986年4月10日  |              |
| 10         | 牧田實夫   | 1986年4月11日  | 1990年4月10日  |              |
| 11         | 早川芳忠   | 1990年4月11日  | 1995年4月10日  |              |
| 12         | 早川芳忠   | 1994年4月11日  | 1998年4月10日  |              |
| 13         | 早川芳忠   | 1998年4月11日  | 2002年4月10日  |              |
| 14         | 長谷川稔   | 2002年4月11日  | 2006年4月10日  |              |
| 15         | 長谷川稔   | 2006年4月11日  | 2010年4月10日  |              |
| 16         | 石田耕太郎 | 2010年4月11日  | 2014年4月10日  |              |
| 17         | 石田耕太郎 | 2014年4月11日  | 2018年4月10日  |              |
| 18         | 石田耕太郎 | 2018年4月11日  | 2022年4月10日  |              |
| 19         | 広田一恭   | 2022年4月11日  | 現任           |              |
| 參考資料： |            |                |                |              |

## 交通

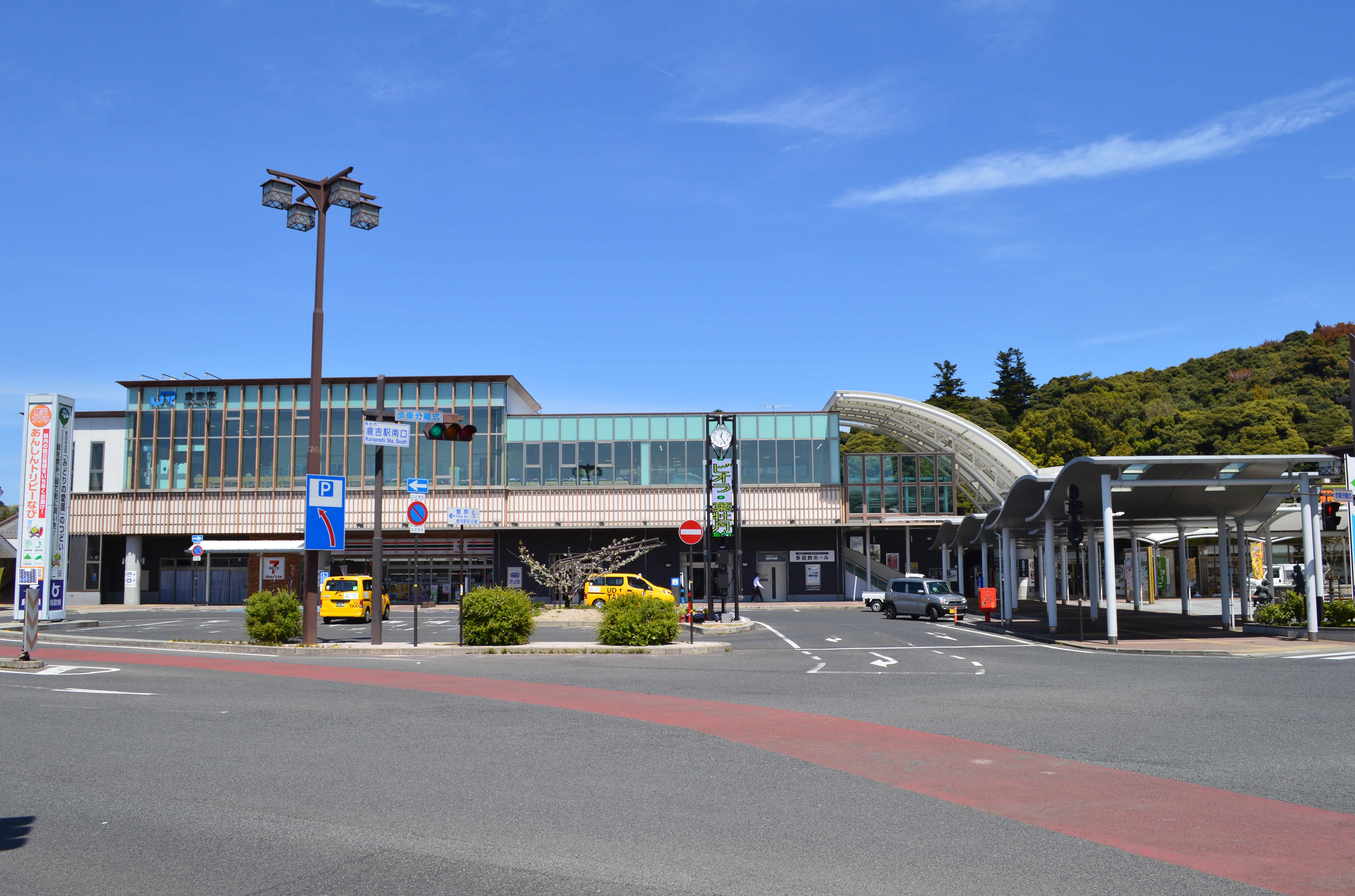
倉吉車站

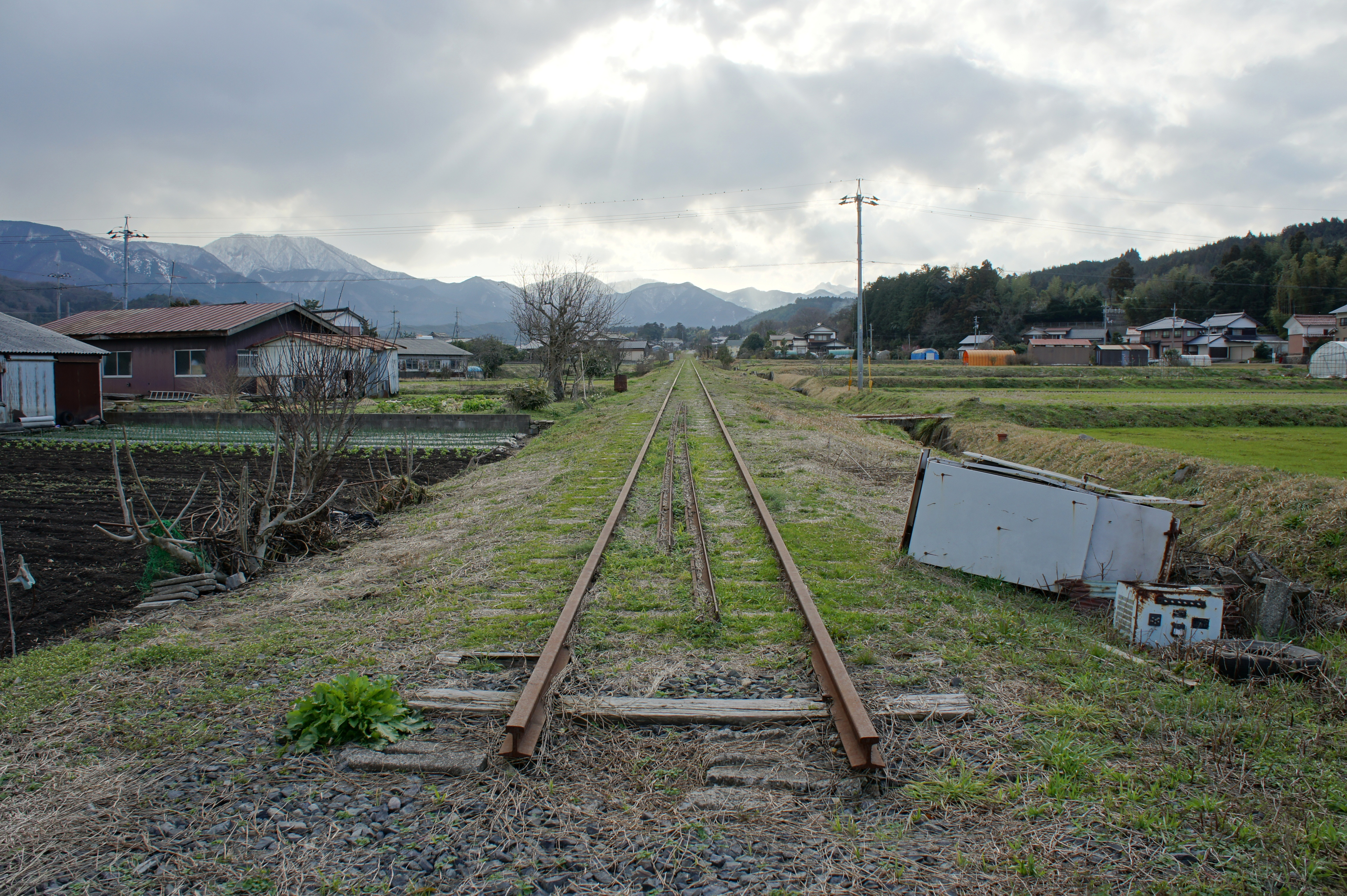
倉吉線位於關金町松河原地區的遺跡

西日本旅客鐵道山陰本線由市區的北側通過，並設有倉吉車站，不過由於鐵路未經過市區，倉吉車站距離主要市區大約還有三公里的距離，過去曾經有倉吉線可以自現在的倉吉車站接往倉吉主要市區，並繼續接至西南側的關金町；但倉吉線在1981年被列為特定地方交通線，最終在1985年停止營運。目前倉吉車站也是轄內唯一的鐵路車站。
公路方面，山陰地區主要的高速公路山陰自動車道由於大致沿著海岸線所建，因此並未通過未靠海的倉吉市，須從位於湯梨濱町的羽合交流道下高速公路後，再經由國道179號往南進入市區；不過目前已經規劃山陰自動車道的支線「北條湯原道路」，未來全線通車後可從位於北榮町的北條系統交流道往南進入倉吉市區的西側，並可繼續往南至岡山縣連入米子自動車道。
轄內的客運路線則由日本交通和日之丸巴士兩家業者所經營。

### 鐵路
- 西日本旅客鐵道
  - 山陰本線：（←湯梨濱町） - 倉吉車站 - （北榮町→）

## 觀光資源
倉吉絣為倉吉在江戶時代末期發展出來的織布技法，可以利用織布方式編出各種圖案，目前在倉吉鄉土工藝館有展示倉吉絣的作品及實際的織布過程。
打吹玉川又通稱為「白壁土藏群」，被日本政府以「倉吉市打吹玉川傳統的建造物群保存地區」之名列為重要傳統的建造物群保存地區，此區域從江戶時代初期已是商業中心，一直發展至大正時代，現在約有100棟在江戶時代末期至昭和初期所興建的傳統建築。
而位於市區南側的打吹山．山上曾有過去在14世紀伯耆國守護山名氏所建的打吹城，目前整座山已被規畫為打吹公園，已被選入日本櫻名所100選、日本的都市公園100選、森林浴之森100選，園內也設有倉吉博物館・倉吉歴史民俗資料館，除展示倉吉的歷史文物外，也展出多位倉吉出身藝術家的作品。
由於鳥取是二十世紀梨的主要產地，2001年鳥取縣政府在市內的倉吉公園廣場設立了以梨子為主題的鳥取二十世紀梨紀念館，為目前全日本唯一以梨為主題的博物館，其特點為展示了一顆樹齡74年的二十世紀梨樹標本，其樹枝分布範圍達直徑20公尺，過去在一年內曾可結出四千顆梨子。
位於市區西南側的關金溫泉和東南側三朝町內的三朝溫泉同樣為少見具有氡成分的放射能泉。

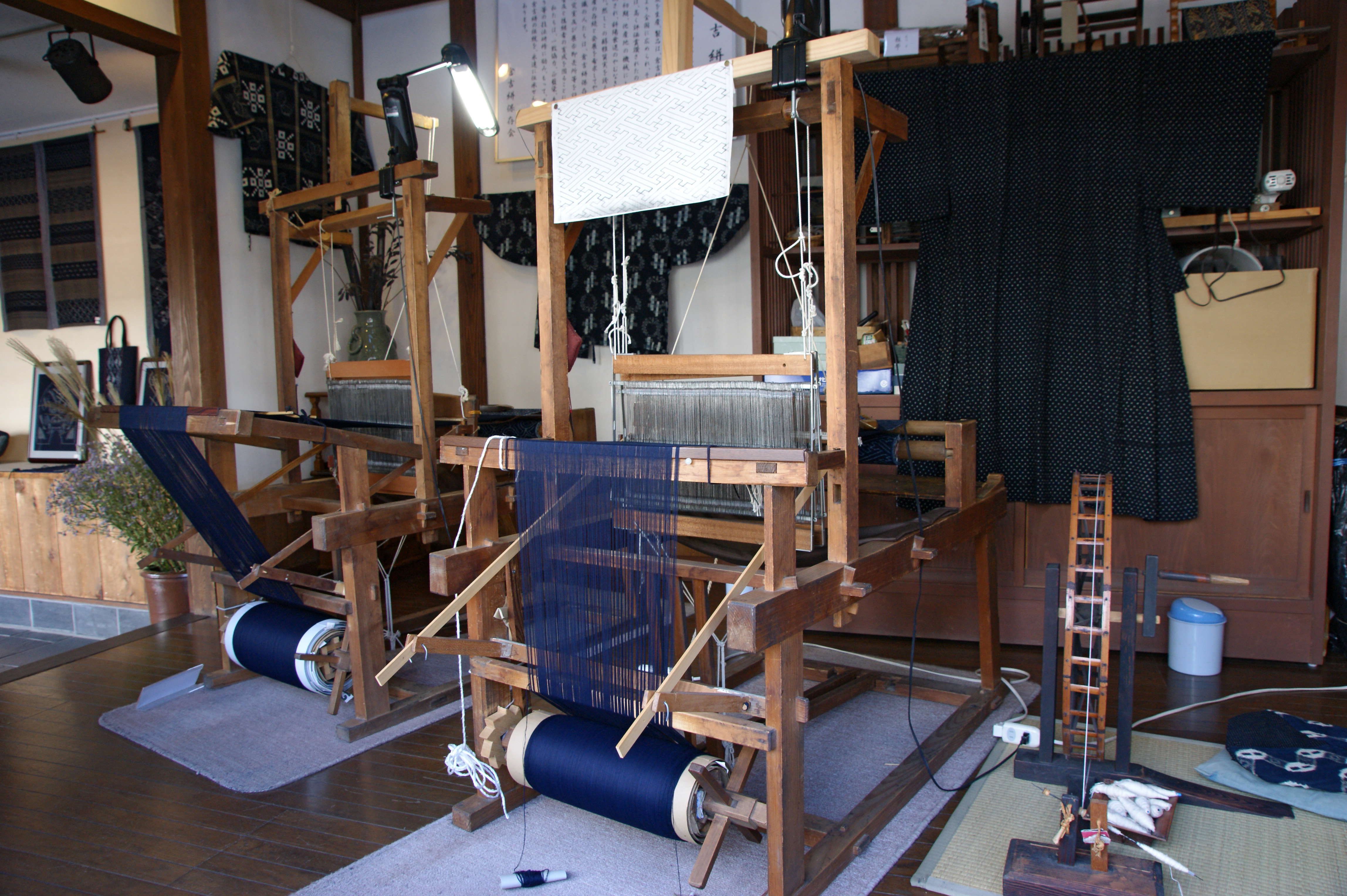
於倉吉鄉土工藝館內展示的倉吉絣織布設備
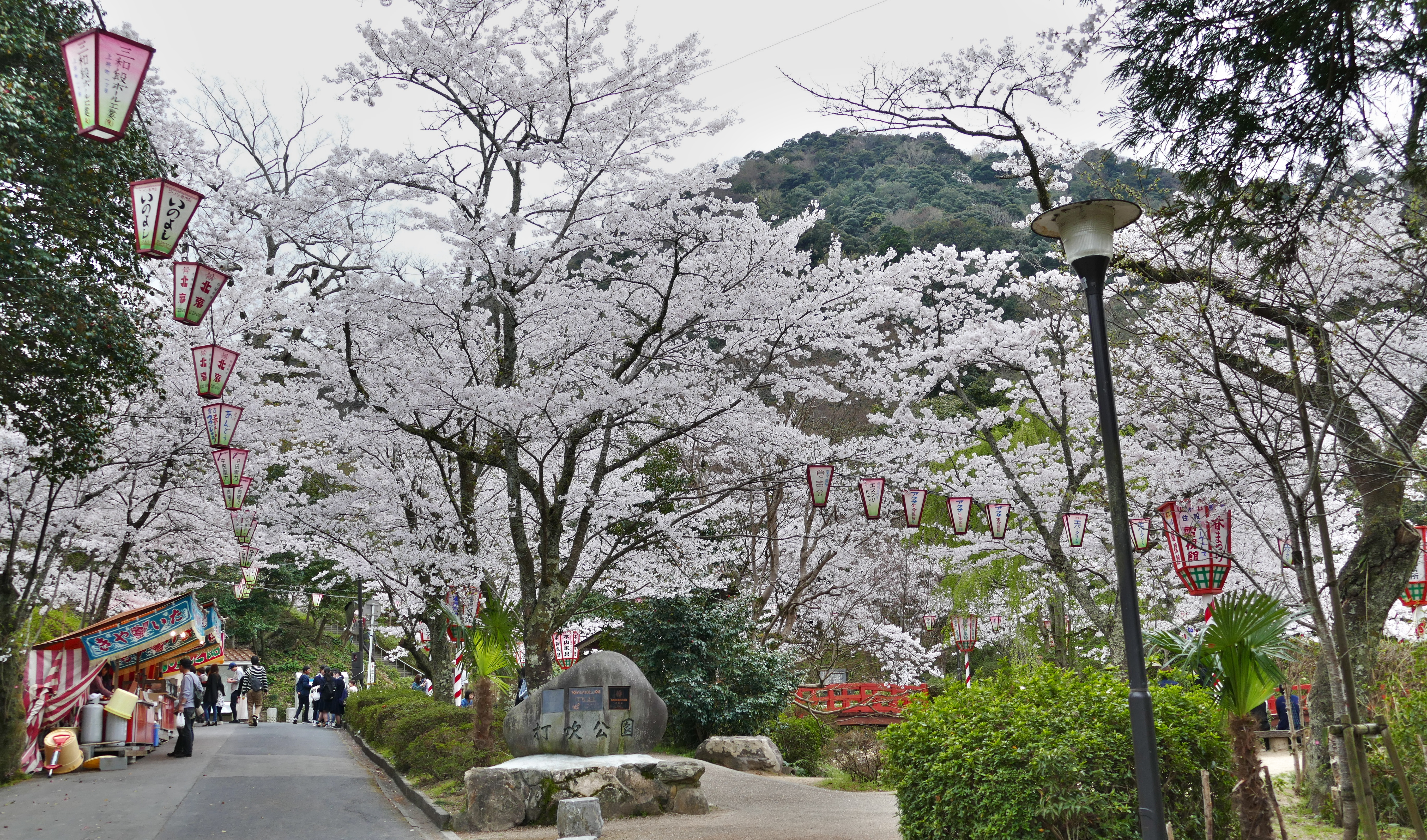
打吹公園內的櫻花
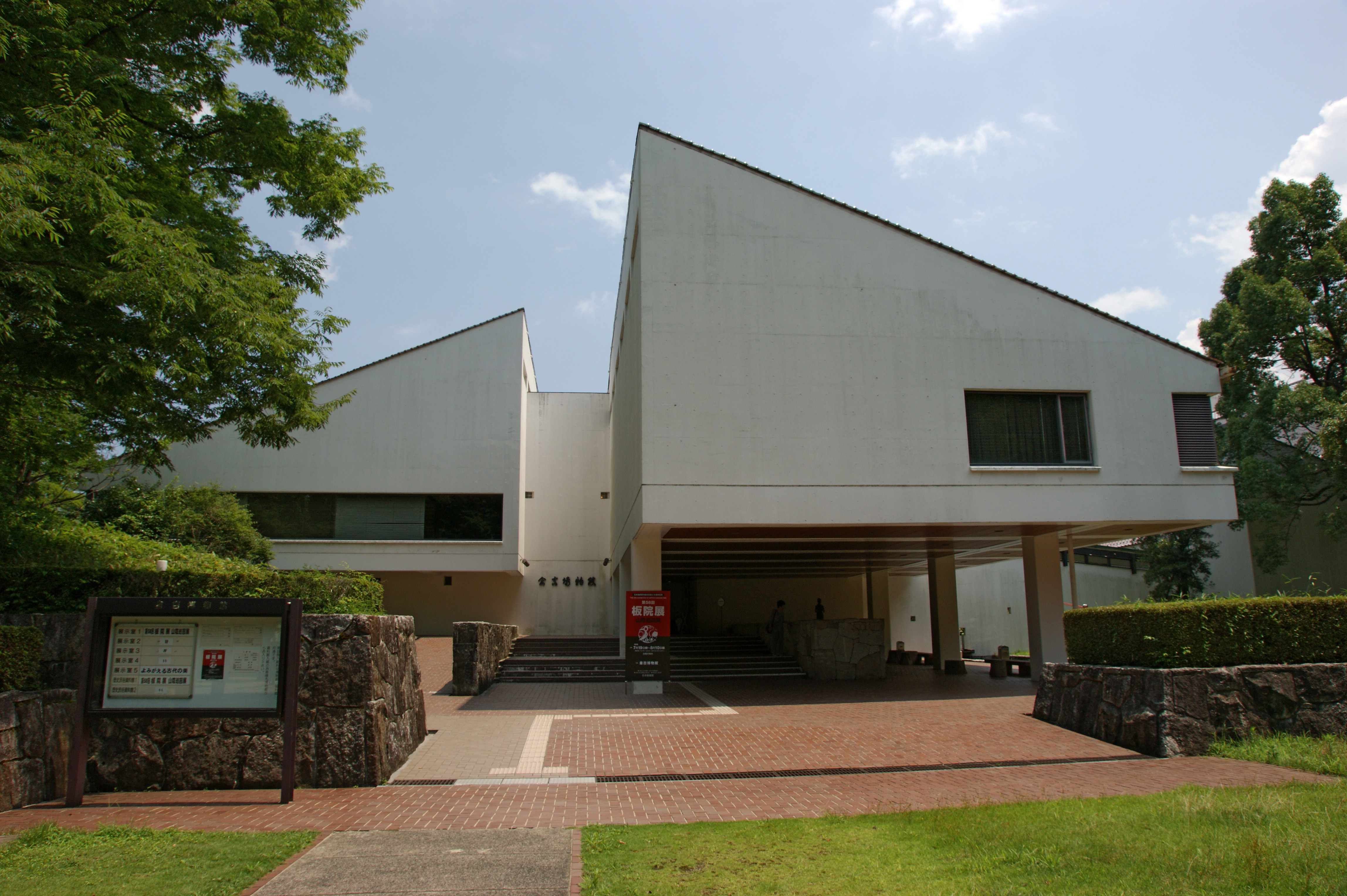
倉吉博物館、倉吉歷史民俗資料館
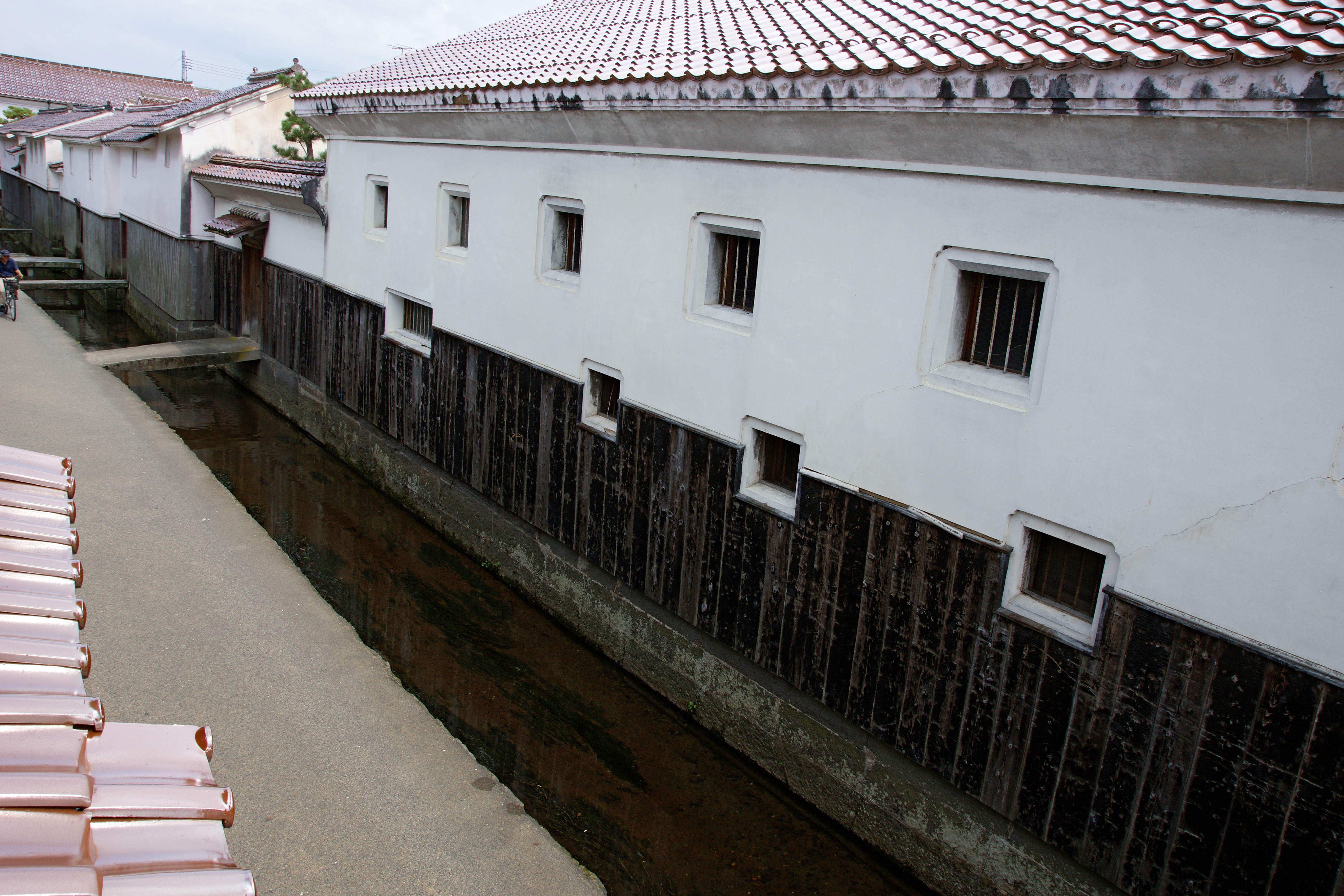
打吹玉川沿岸的土藏
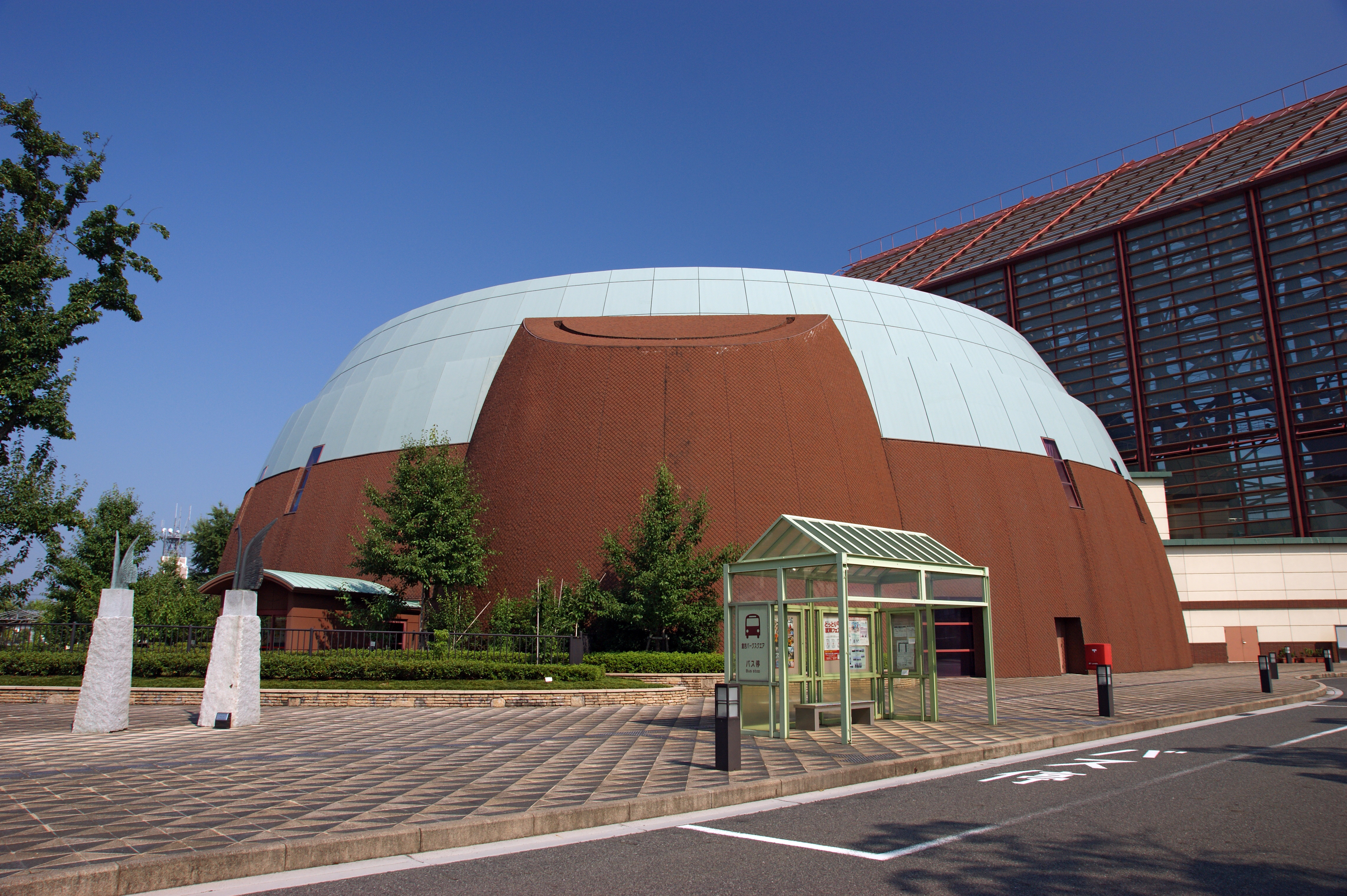
鳥取二十世紀梨紀念館

## 教育

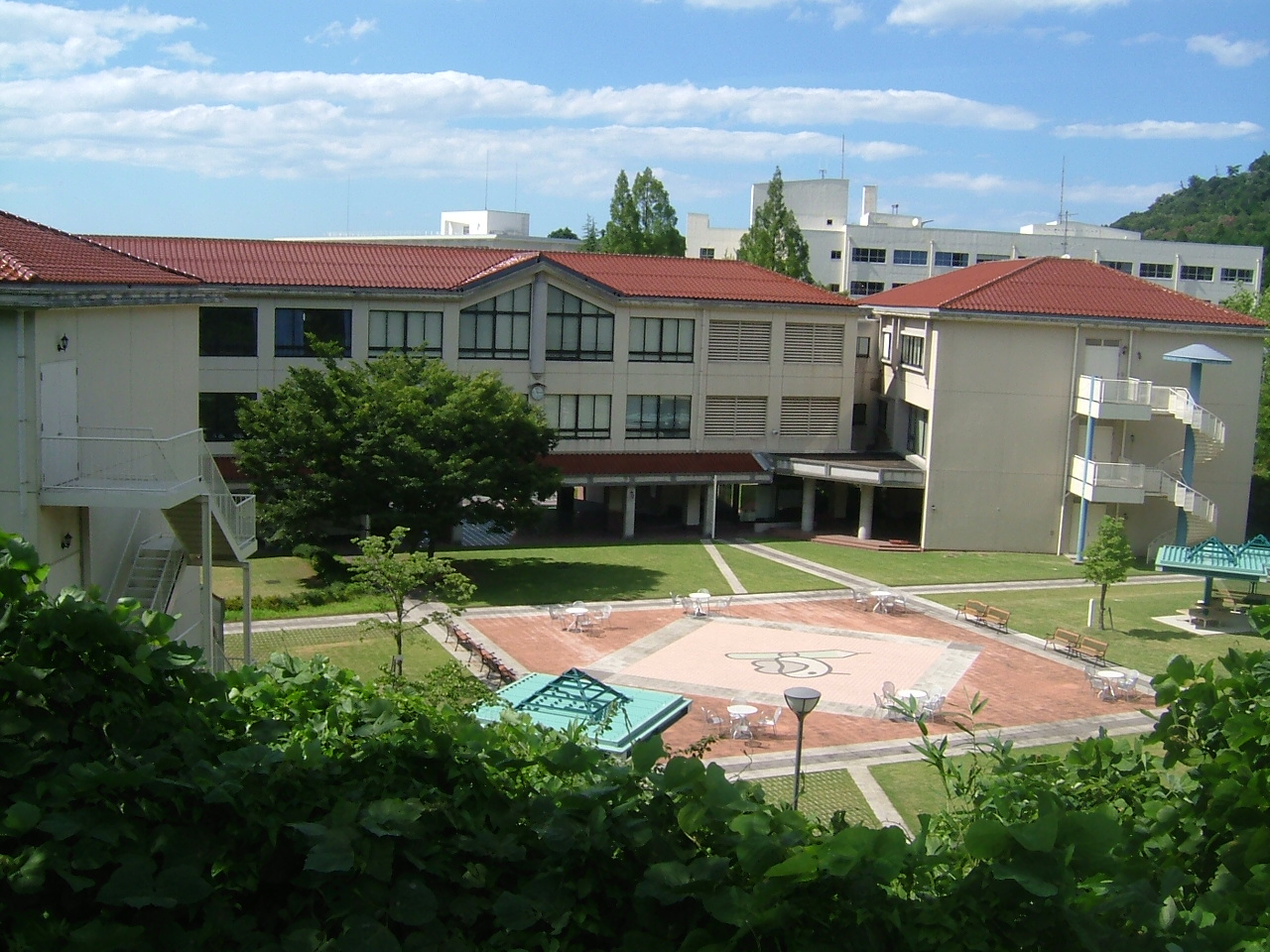
鳥取短期大學校舍

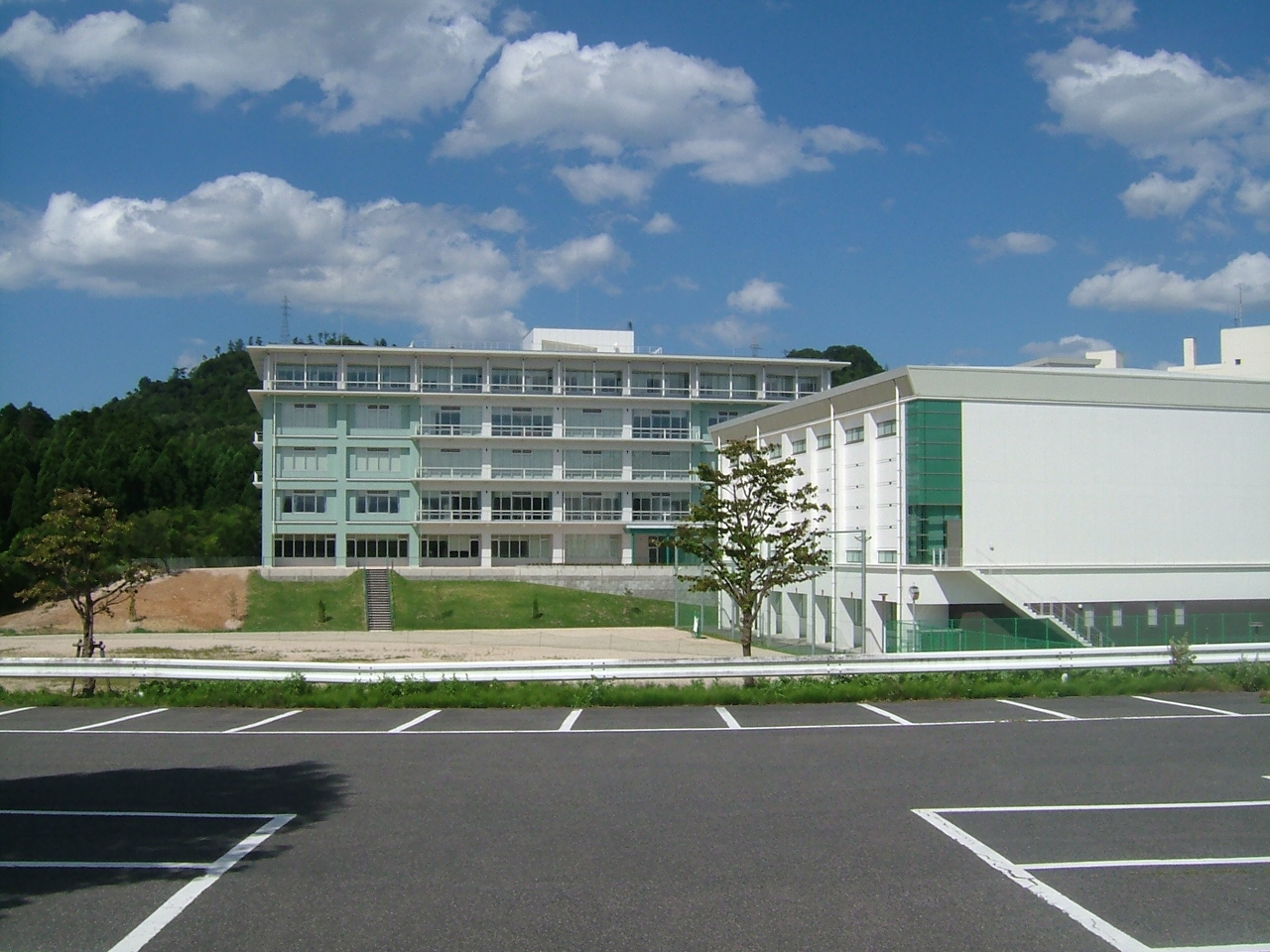
鳥取看護大學校舍

轄內的鳥取短期大學前身為1971年成立的鳥取女子短期大學，2010年男女兼收後改為現名，為鳥取縣內唯一的短期大學，其學科以國際文化交流學科、生活學科及幼兒教育保育學科為主；2015年，為解決鳥取縣內慢性看護護理人員的不足，鳥取短期大學的經營單位學校法人藤田學院在鳥取縣政府的財政支援下，又設立了鳥取看護大學。

## 姊妹、友好都市

### 日本
- 松戶市（千葉縣）
兩地於2004年締結為交流都市。
- 倉野川市
為科樂美數位娛樂虛擬偶像企劃《Hinabita》中虛構的城市，倉吉市於2016年與其締結為姊妹都市。[12][13]

### 海外
- 羅州市（韓國全羅南道）

## 倉吉市出身的名人
- 橋田邦彥：前文部大臣
- 桑田熊蔵：前貴族院議員、致力於制定日本工廠法
- 前田寛治：西洋化佳、畢業於倉吉中學
- 長谷川富三郎：版畫家、民藝運動家
- 佐伯仁三郎：歌人
- 宇仁菅真：演員
- 加藤伸一：前職業棒球選手
- 谷口周平：職業摔角選手
- 琴櫻傑將：相撲力士、第53代橫綱
- 大江磐代：光格天皇的生母
- 岩室宗賢：光格天皇的祖父
- 宮本包則：制刀匠
- 本庄加奈子 : 鳥取縣偶像
- 落合哲也-大相撲力士

## 外部連結
- （日語） 倉吉市的Facebook專頁
- （日語） 倉吉市的X（前Twitter）
- （日語） YouTube上的倉吉市頻道
- （日語） 倉吉觀光情報 （页面存档备份，存于）
  - （繁體中文） 倉吉觀光情報 （页面存档备份，存于）
  - （简体中文） 倉吉觀光情報 （页面存档备份，存于）
- （日語） 鳥取中部 癒しの旅紀行 （页面存档备份，存于） - 鳥取中部観光推進機構
  - （繁體中文） 鳥取中部癒合旅 （页面存档备份，存于） - 鳥取中部觀光推進機構
  - （简体中文） 鳥取中部癒合旅 （页面存档备份，存于） - 鳥取中部觀光推進機構